# 動的マルチポイント仮想プライベートネットワーク
動的マルチポイント仮想プライベートネットワーク（英語：Dynamic Multipoint Virtual Private Network）とは、動的に複数のVPN接続を確立する技術である。

## 概略
DMVPNは、複数の拠点を接続するVPNの設定作業を簡略化する、Cisco独自のVPN設計。具体的には、ハブアンドスポーク構成で、スポーク拠点間の通信時はスポーク拠点同士で動的にGRE over IPsecトンネルを作成することができるため、ハブルータの暗号化にかかる処理負荷を減らすことができる。
逆の言い方をすると、旧来のIPsec VPNではハブとなる拠点と各スポーク側の拠点を1対1のIPsecトンネルで接続するので、このような構成には大規模構成において以下のデメリットが存在した。
- ハブとなるルータの負荷が増大する（スポーク拠点増に伴うトンネル数増加の為）
- ハブルータへの設定追加が必要（スポーク拠点追加のたびに設定作業が発生）
- 動的ルーティングが利用できない（IPsecトンネルにはマルチキャスト、ブロードキャストを流すことが出来ない為）

上記のデメリットを克服する設計としてDMVPNが考案された。DMVPNを構成する技術要素は以下の通り。
- 複数のポイントと接続するGREトンネルの「mGRE」
- 宛先アドレスを自動的にマッピングする「NHRP」
- （オプション）GREトンネルの暗号化のための「IPsec」